# Patricia Churchland
Patricia Smith Churchland (nascida em 16 de julho de 1943)  é uma filósofa analítica canadense-americana conhecida por suas contribuições à neurofilosofia e à filosofia da mente. Ela é professora emérita de Filosofia da University of California, San Diego, onde leciona desde 1984. Ela também ocupou o cargo de professora adjunta no Instituto Salk desde 1989. Ela é membro do Conselho de Curadores do Departamento de Filosofia do Centro de Estudos da Consciência de Moscou, Universidade Estadual de Moscou. Em 2015, ela foi eleita membro da American Academy of Arts & Sciences. Educada na University of British Columbia, University of Pittsburgh e University of Oxford, ela lecionou filosofia na University of Manitoba de 1969 a 1984 e é casada com o filósofo Paul Churchland. Larissa MacFarquhar, escrevendo para The New Yorker , observou sobre o casal filosófico que: "Seu trabalho é tão semelhante que às vezes são discutidos, em jornais e livros, como uma pessoa".

## Biografia

### Infância e educação
Churchland nasceu como Patricia Smith em Oliver, British Columbia, e foi criada em uma fazenda no vale do sul de Okanagan .  Seus pais não tiveram educação secundária; seu pai e sua mãe deixaram a escola após a 6ª e 8ª série, respectivamente. Sua mãe era enfermeira e seu pai trabalhava na edição de jornais, além de administrar a fazenda da família. Apesar de sua educação limitada, Churchland descreveu seus pais como interessados nas ciências e na visão de mundo secular que eles incutiram nela. Ela também descreveu seus pais como ansiosos para que ela cursasse a faculdade e, embora muitos agricultores em sua comunidade achassem isso "hilário e um desperdício de dinheiro grotesco", eles cuidaram para que ela o fizesse. Ela fez sua graduação na University of British Columbia, graduando-se com louvor em 1965. Ela recebeu uma bolsa Woodrow Wilson para estudar na Universidade de Pittsburgh, onde fez um mestrado em 1966. Posteriormente, ela estudou na Universidade de Oxford com uma bolsa do British Council e Canada Council, obtendo um bacharelado em 1969.

### Carreira acadêmica
A primeira nomeação acadêmica de Churchland foi na Universidade de Manitoba, onde foi professora assistente de 1969 a 1977, professora associada de 1977 a 1982 e promovida a professora titular em 1983. Foi aqui que ela começou a fazer um estudo formal de neurociência com a ajuda e incentivo de Larry Jordan, um professor com um laboratório no Departamento de Fisiologia de lá. De 1982 a 1983, ela foi Membro Visitante em Ciências Sociais no Instituto de Estudos Avançados de Princeton. Em 1984, foi convidada a assumir o cargo de professora no departamento de filosofia da UCSD, onde se mudou com o marido Paul, onde ambos permaneceram desde então. Desde 1989, ela também ocupou uma cátedra adjunta no Instituto Salk adjacente ao campus da UCSD, onde conheceu Jonas Salk  cujo nome o Instituto leva. Descrevendo Salk, Churchland disse que "gostou da ideia da neurofilosofia e me deu um enorme incentivo numa época em que muitas outras pessoas pensavam que estávamos, francamente, loucos".  Outro apoiador importante que Churchland encontrou no Instituto Salk foi Francis Crick .   No Instituto, Churchland trabalhou com o laboratório de Terrence Sejnowski como colaborador de pesquisa. Sua colaboração com Sejnowski culminou em um livro, The Computational Brain (MIT Press, 1993). Churchland foi nomeada Professora de Filosofia do Presidente da UC em 1999, e atuou como Presidente do Departamento de Filosofia da UCSD de 2000-2007.

## Trabalho filosófico
Churchland é amplamente aliada a uma visão da filosofia como uma espécie de 'protociência' - fazendo perguntas desafiadoras, mas amplamente empíricas. Ela defende uma abordagem que seja prática, aplicada e integrada com o empreendimento científico, e descartou áreas significativas da filosofia profissional como obcecadas com o que ela considera como desnecessárias distinções refinadas.
O próprio trabalho de Churchland se concentrou na interface entre a neurociência e a filosofia. Segundo ela, os filósofos estão cada vez mais percebendo que para entender a mente é preciso entender o cérebro. Ela aplica descobertas da neurociência para abordar questões filosóficas tradicionais sobre conhecimento, livre arbítrio, consciência e ética. Ela está associada a uma escola de pensamento chamada materialismo eliminativo, que argumenta que o senso comum, imediatamente intuitivo ou conceitos "psicológicos populares", como pensamento, livre arbítrio e consciência, provavelmente precisarão ser revisados de uma forma fisicamente reducionista conforme os neurocientistas descobrem mais sobre a natureza da função cerebral. 2014 viu uma breve troca de pontos de vista sobre esses tópicos com Colin McGinn nas páginas da New York Review Of Books .

## Livros
- Neurophilosophy: Toward a Unified Science of the Mind-Brain. (1986) Cambridge, Massachusetts: The MIT Press .
- Brain-Wise: Studies in Neurophilosophy. (2002) Cambridge, Massachusetts: The MIT Press.
- Braintrust: What Neuroscience Tells Us About Morality . (2011) Princeton University Press . e-bookISBN 9781400838080
- Touching A Nerve: The Self As Brain . (2013) WW Norton & Company .ISBN 978-0393058321ISBN 978-0393058321
- Conscience: The Origins of Moral Intuition. (2019) WW Norton & Company .ISBN 978-1324000891ISBN 978-1324000891
- The Hornswoggle Problem. (1996) San Diego, La Jolla, CA. Journal of Consciousness Studies.